# مانويل راميريز
مانويل راميريز (بالإسبانية: Manuel Ramírez Noguera)‏ هو لاعب كرة قاعدة فنزويلي، ولد في 7 سبتمبر 1982.

## وصلات خارجية
- مانويل راميريز على موقعبيزبول رفرنس.كوم (الدوري الثانوي) (الإنجليزية)